# Dottori con le ali
Dottori con le ali  (The Flying Doctors) è una serie televisiva australiana in 221 episodi trasmessi per la prima volta nel corso di 6 stagioni dal 1986 al 1992.

## Descrizione
Ambientata nella cittadina immaginaria australiana di Cooper Crossing, la serie ruota intorno agli sforzi quotidiani del locale Royal Flying Doctor Service of Australia, squadra di medici addetti per lo più alle emergenze con ausilio di aeroambulanze. La serie, che iniziò con episodi regolari nel 1986, era stata preceduta da una mini-serie andata in onda nel 1985 interpretata da Andrew McFarlane nel ruolo del medico, nuovo arrivato,  Tom Callaghan. Il successo della miniserie portò alla creazione di una serie regolare l'anno successivo con McFarlane affiancato da un nuovo medico, Chris Randall, interpretata da Liz Burch. McFarlane lasciò durante la prima stagione e l'attore Robert Grubb entrò a far parte del cast nel ruolo del nuovo medico Geoff Standish. Gli episodi sono per lo più storie uniche, ma la serie è anche caratterizzata da sottotrame che durano per diversi episodi, come la storia d'amore tra il dr. Standish con Kate Wellings. Altri personaggi importanti includono il pilota Sam Patterson (Peter O'Brien), il meccanico Emma Plimpton (Rebecca Gibney), il poliziotto locale sergente Jack Carruthers (Terry Gill) e Vic e Nancy Buckley (Maurie Fields e Val Jellay), che gestiscono il pub/hotel Majestic. Andrew McFarlane in seguito tornò ad interpretare il suo ruolo del dr. Callaghan. La popolare serie fu trasmessa per molte stagioni e venne distribuita con successo anche a livello internazionale.
La serie ebbe un sequel, intitolato R.F.D.S., della durata di una sola stagione (1993-1994,13 episodi totali), che seguì alla cancellazione della serie originale che, con il passare delle stagioni, era entrata in declino.
Il doppiaggio italiano è stato eseguito dalla Cooperativa ADC di Milano con la direzione di Agostino De Berti.

## Personaggi
- Kate Wellings (164 episodi, 1986-1994), interpretata da	Lenore Smith.
- dottor Geoff Standish (148 episodi, 1986-1994), interpretato da	Robert Grubb.
- Vic Buckley (139 episodi, 1986-1994), interpretato da	Maurie Fields.
- Nancy Buckley (97 episodi, 1986-1994), interpretata da	Val Jellay.
- Dimitrios 'D.J.' Lonniadis (93 episodi, 1987-1994), interpretato da	George Kapiniaris.
- Sam Patterson (75 episodi, 1987-1991), interpretato da	Peter O'Brien.
- Emma Plimpton (73 episodi, 1986-1991), interpretata da	Rebecca Gibney.
- sergente Jack Carruthers (62 episodi, 1986-1991), interpretato da	Terry Gill.
- dottor Tom Callaghan (53 episodi, 1986-1991), interpretato da	Andrew McFarlane.
- Violet Carnegie (52 episodi, 1986-1991), interpretata da	Pat Evison.
- dottor Chris Randall (49 episodi, 1986-1991), interpretato da	Liz Burch.
- George Baxter (40 episodi, 1986-1991), interpretato da	Bruce Barry.
- Paula Patterson (36 episodi, 1986-1989), interpretata da	Vikki Blanche.
- Marty Jarvis (35 episodi, 1986-1988), interpretato da	Mark Neal.
- dottor David Ratcliffe (32 episodi, 1987-1994), interpretato da	Brett Climo.
- Maggie Hutton (25 episodi, 1987-1988), interpretata da	Marie Redshaw.
- Joe Forrest (24 episodi, 1986-1991), interpretato da	Gil Tucker.
- Hurtle Morrison (22 episodi, 1986-1991), interpretato da	Max Cullen.
- Sharon Herbert (22 episodi, 1986-1991), interpretata da	Kylie Belling.
- dottor Turner (21 episodi, 1986-1991), interpretato da	John Frawley.
- Luke Mitchell (19 episodi, 1986-1989), interpretato da	Gerard Kennedy.
- Claire Bryant (18 episodi, 1989-1994), interpretata da	Beverley Dunn.
- Matron Fisher (15 episodi, 1986), interpretato da	Carmel Millhouse.
- Nick Cardaci (15 episodi, 1989), interpretato da	Alex Papps.
- Steve Macauley (15 episodi, 1991), interpretato da	Paul Kelman.
- Penny Wellings (15 episodi, 1991), interpretata da	Sophie Lee.
- David 'Gibbo' Gibson (14 episodi, 1986-1991), interpretato da	Lewis Fitz-Gerald.
- dottor Rowie Lang (14 episodi, 1991), interpretato da	Sarah Chadwick.
- Ron Miller (13 episodi, 1986-1991), interpretato da	Mark Little.
- Fr. Jackson (13 episodi, 1986-1989), interpretato da	Sydney Jackson.
- Dougie Kennedy (12 episodi, 1986-1989), interpretato da	Warren Owens.
- Zoe Buchanan (11 episodi, 1987), interpretata da	Michaela Abay.
- Johnno Johnson (10 episodi, 1990-1994), interpretato da	Christopher Stollery.
- Annie Rogers (9 episodi, 1990), interpretato da	Tammy McIntosh.
- Mike Lancaster (8 episodi, 1987-1988), interpretato da	Shane Withington.
- Larry O'Connor (8 episodi, 1986-1988), interpretato da	Simon Thorpe.
- Soula Polites (7 episodi, 1987), interpretata da	Anita Smith.
- Debbie O'Brien (6 episodi, 1986-1989), interpretata da	Louise Siversen.
- meccanico (6 episodi, 1987-1988), interpretato da	William Binks.
- Kimberly White (6 episodi, 1987-1988), interpretata da	Nancy Black.
- Katina Polites (6 episodi, 1987-1988), interpretata da	Christine Kaman.
- Spiros Polites (6 episodi, 1987-1988), interpretato da	Nick Lathouris.

## Produzione
La serie fu prodotta da Crawford Productions e Nine Network Australia e girata nel Nuovo Galles del Sud e nella Victoria  in Australia. Le musiche furono composte da Garry McDonald.

### Registi
Tra i registi della serie sono accreditati:
- Colin Budds (27 episodi, 1986-1991)
- Brendan Maher (24 episodi, 1986-1991)
- Mark Defriest (22 episodi, 1986-1991)
- Catherine Millar (14 episodi, 1987-1994)
- Paul Moloney (10 episodi, 1987-1989)
- Mark Callen (8 episodi, 1986-1988)
- Dan Burstall (8 episodi, 1986-1987)
- Pino Amenta (8 episodi, 1989-1990)
- Ian Gilmour (7 episodi, 1990-1991)
- Chris Langman (6 episodi, 1986-1991)
- Arch Nicholson (6 episodi, 1986-1989)
- Kendal Flanagan (6 episodi, 1990-1991)
- Mandy Smith (4 episodi, 1988-1989)
- Rob Stewart (3 episodi, 1986)
- Rod Hardy (3 episodi, 1987-1991)
- Katherine Hayden (3 episodi, 1990)
- Karl Zwicky (3 episodi, 1990)
- Ian Barry (2 episodi, 1987)
- Chris Adshead (2 episodi, 1988)
- Marcus Cole (2 episodi, 1988)
- Riccardo Pellizzeri (2 episodi, 1989-1990)
- Gary Conway (2 episodi, 1989)
- Bill Hughes (2 episodi, 1989)
- Viktors Ritelis (2 episodi, 1990)
- Mario Andreacchio (2 episodi, 1991)
- Stephen Wallace (2 episodi, 1991)
- Oscar Whitbread (2 episodi, 1991)
- Peter Andrikidis
- Michael Offer
- Charles 'Bud' Tingwell

## Distribuzione
La serie fu trasmessa in Australia dal 1986 al 1993 sulla rete televisiva Nine Network. In Italia è stata trasmessa su Rete 4 e poi su emittenti locali con il titolo Dottori con le ali.. Nell'inverno 2012 è ripresa la messa in onda su MonzaBrianzaTv.
Alcune delle uscite internazionali sono state:
- Australia il 15 marzo 1986 (The Flying Doctors)
- in Svezia il 21 maggio 1986 (Doktorn kan komma)
- nei Paesi Bassi l'8 giugno 1987
- in Germania il 26 marzo 1991 (Die fliegenden Ärzte)
- in Finlandia (Lentävät lääkärit)
- in Danimarca (De flyvende læger)
- in Italia (Dottori con le ali )

## Episodi
| Stagione         | Episodi | Prima TV Australia |
| ---------------- | ------- | ------------------ |
| Prima stagione   | ?       |                    |
| Seconda stagione | ?       |                    |
| Terza stagione   | ?       |                    |
| Quarta stagione  | ?       |                    |
| Quinta stagione  | ?       |                    |
| Sesta stagione   | ?       |                    |